# Euro Winners Cup Femenina
La Euro Winners Cup Femenina es un torneo anual femenino de fútbol playa que reúne a clubes campeones de ligas europeas. La primera edición del evento se llevó a cabo en Catania, Italia del 24 al 29 de mayo, en conjunto con la edición masculina, en el año 2016.

## Palmarés
| Año  | Sede    | Campeón                  | Final Resultado | Subcampeón               | Tercer lugar             | Resultado      | Cuarto lugar             |
| ---- | ------- | ------------------------ | --------------- | ------------------------ | ------------------------ | -------------- | ------------------------ |
| 2016 | Catania | Grasshoppers             | 5:4             | BeachKick Ladies Berlin  | WFC Zvezda               | 5:3            | Catanzaro                |
| 2017 | Nazaré  | Havana Shots Aargau      | 4:3 (e.t.)      | Portsmouth Ladies        | Higicontrol Melilla      | 4:3            | FC Zvezda                |
| 2018 | Nazaré  | WFC Zvezda               | 2:0             | Portsmouth Ladies        | AIS Playas de San Javier | 3:1            | Amnéville                |
| 2019 | Nazaré  | AIS Playas de San Javier | 3:3 (2-0 pen.)  | Madrid CFF               | Stade de Reims           | 9:3            | Lokrians Beach Club      |
| 2020 | Nazaré  | Mriya 2006               | Liga            | CFP Cáceres              | WFC Zvezda               | Liga           | Marseille                |
| 2021 | Nazaré  | Madrid CFF               | 6:3             | WFC Zvezda               | Bonaire Terrassa         | 5:5 (6-5 pen.) | Marseille                |
| 2022 | Nazaré  | Bonaire Terrassa         | 5:3             | AIS Playas de San Javier | Marseille                | 3:2            | Higicontrol Melilla      |
| 2023 | Nazaré  | Higicontrol Melilla      | 3:1             | FC10 Ladies              | Bonaire Terrassa         | 6:1            | AIS Playas de San Javier |
| 2024 | Nazaré  | Higicontrol Melilla      | 4:3             | Red Devils Chojnice      | Huelva                   | 4:3 (e.t.)     | Pozoalbense              |

### Títulos por equipo
| Equipo                   | Campeón        | Subcampeón     | Tercer lugar   | Cuarto lugar   |
| ------------------------ | -------------- | -------------- | -------------- | -------------- |
| Higicontrol Melilla      | 2 (2023, 2024) | 0              | 1 (2017)       | 1 (2022)       |
| WFC Zvezda               | 1 (2018)       | 1 (2021)       | 2 (2016, 2020) | 1 (2017)       |
| AIS Playas de San Javier | 1 (2019)       | 1 (2022)       | 1 (2018)       | 1 (2023)       |
| Madrid CFF               | 1 (2021)       | 1 (2019)       | 0              | 0              |
| Bonaire Terrassa         | 1 (2022)       | 0              | 2 (2021, 2023) | 0              |
| Grasshoppers             | 1 (2016)       | 0              | 0              | 0              |
| Havana Shots Aargau      | 1 (2017)       | 0              | 0              | 0              |
| Mriya 2006               | 1 (2020)       | 0              | 0              | 0              |
| Portsmouth Ladies        | 0              | 2 (2017, 2018) | 0              | 0              |
| BeachKick Ladies Berlin  | 0              | 1 (2016)       | 0              | 0              |
| Red Devils Chojnice      | 0              | 1 (2024)       | 0              | 0              |
| CFP Cáceres              | 0              | 1 (2020)       | 0              | 0              |
| FC10 Ladies              | 0              | 1 (2023)       | 0              | 0              |
| Marseille                | 0              | 0              | 1 (2022)       | 2 (2020, 2021) |
| Stade de Reims           | 0              | 0              | 1 (2019)       | 0              |
| Huelva                   | 0              | 0              | 1 (2024)       | 0              |
| Catanzaro                | 0              | 0              | 0              | 1 (2016)       |
| Amnéville                | 0              | 0              | 0              | 1 (2018)       |
| Lokrians Beach Club      | 0              | 0              | 0              | 1 (2019)       |
| Pozoalbense              | 0              | 0              | 0              | 1 (2024)       |

### Títulos por país
| País       | Campeón | Subcampeón | Tercer lugar | Cuarto lugar |
| ---------- | ------- | ---------- | ------------ | ------------ |
| España     | 5       | 3          | 5            | 3            |
| Suiza      | 2       | 0          | 0            | 0            |
| Rusia      | 1       | 1          | 2            | 1            |
| Ucrania    | 1       | 0          | 0            | 0            |
| Inglaterra | 0       | 2          | 0            | 0            |
| Polonia    | 0       | 2          | 0            | 0            |
| Alemania   | 0       | 1          | 0            | 0            |
| Francia    | 0       | 0          | 2            | 3            |
| Italia     | 0       | 0          | 0            | 2            |

## Premios y reconocimientos
| Año  | Goleadoras                        | Goles | Mejor jugadora                        | Mejor portera                                | Ref. |
| ---- | --------------------------------- | ----- | ------------------------------------- | -------------------------------------------- | ---- |
| 2016 | Marina Fedorova ( Zvezda)         | 18    | Rebecca Gabriel ( BeachKick Berlin)   | Susanne Shutz ( Grasshoppers)                |      |
| 2017 | Glafira Bazhanova ( Neva)         | 13    | Sarah Kempson ( Portsmouth)           | Deborah Kehrli ( Havana Shots Aargau)        |      |
| 2018 | Mélissa Gomes ( Amnéville)        | 14    | Molly Clark ( Portsmouth)             | Viktoriia Silina ( Zvezda)                   |      |
| 2019 | Mélissa Gomes ( Reims)            | 14    | Carolina González ( San Javier)       | Phallon Tullis-Joyce ( Reims)                |      |
| 2020 | Anaëlle Wiard ( Newteam Brussels) | 6     | María Herrero ( Cáceres)              | Anna Akylbaeva ( Zvezda)                     |      |
| 2021 | Alba Mellado ( Madrid)            | 14    | Anna Cherniakova ( Zvezda)            | Anna Akylbaeva ( Zvezda)                     |      |
| 2022 | Mélissa Gomes ( Marseille BT)     | 9     | Cristina González ( Bonaire Terrassa) | Laia García ( San Javier)                    |      |
| 2023 | Edna Imade ( Cáceres)             | 11    | Adriele Rocha ( Higicontrol Melilla)  | Laura Gallego ( Higicontrol Melilla)         |      |
| 2024 | Cristina González ( Málaga)       | 13    | Andrea Mirón ( Higicontrol Melilla)   | Adriana Banaszkiewicz ( Red Devils Chojnice) |      |